# Eremoblastus caspicus
Eremoblastus caspicus är en korsblommig växtart som beskrevs av Viktor Petrovitj Botjantsev. Eremoblastus caspicus ingår i släktet Eremoblastus och familjen korsblommiga växter. Inga underarter finns listade i Catalogue of Life.